# 尹玉姬
尹玉姬（1985年3月1日—），韩国女子射箭运动员。尹玉姬為女子射箭世界記錄保持者，在2008年的射箭世界盃土耳其安塔利亞站，以12箭119環的成績改寫世界記錄。後來2008年北京奧運會女子團體射箭四分之一淘汰賽中，由尹玉姬、朴成賢和朱賢貞所組成的韓國隊也以24箭以231環打破了世界紀錄。由於世界名將朴成賢引退，尹玉姬曾一度高踞世界排名第一。

## 簡歷
- 1995年，當時尹玉姬正唸小學4年級[註 2]，由於老師的鼓勵，開始接觸射箭[4][5]。
- 2002年，入選為青年國家代表隊的一員。
- 2005年，入選為國家代表隊的一員。
  - 5月16日，第5屆韓國國際射箭比賽，女子個人，韓國蔚山，排名第2。
  - 11月5日，第14屆亞洲錦標賽，女子個人，印度新德里，排名第2。
- 2006年6月7日，Meteksan 2006年射箭世界盃第2站，女子個人，土耳其安塔利亞，排名第4。
  - 9月27日，Meteksan 2006年射箭世界盃第4站，女子團體，中國上海，排名第1。
  - 9月27日，Meteksan 2006年射箭世界盃第4站，女子個人，中國上海，排名第1。
  - 12月9日，2006年多哈亞運會，女子團體，卡達多哈，排名第1。
  - 12月9日，2006年多哈亞運會，女子個人，卡達多哈，排名第2。
- 2007年4月1日，2007年射箭世界盃第1站，女子團體，韓國蔚山，排名第1。
  - 4月1日，2007年射箭世界盃第1站，女子個人，韓國蔚山，排名第3。
  - 9月14日，2007年亞洲錦標賽，女子團體，中國西安，排名第1。
  - 9月14日，2007年亞洲錦標賽，女子個人，中國西安，排名第5。
- 2008年4月15日，2008年射箭世界盃第2站，女子團體，克羅埃西亞波雷奇，排名第3。
  - 4月15日，2008年射箭世界盃第2站，女子個人，克羅埃西亞波雷奇，排名第1。
  - 5月27日，2008年射箭世界盃第3站，女子團體，土耳其安塔利亞，排名第1。
  - 5月27日，2008年射箭世界盃第3站，女子個人，土耳其安塔利亞，排名第1。
  - 6月23日，2008年射箭世界盃第4站，女子團體，法國Boe，排名第1。
  - 6月23日，2008年射箭世界盃第4站，女子個人，法國Boe，排名第2。
  - 8月8日，2008年奧運會，女子團體，中國北京，排名第1。
  - 8月8日，2008年奧運會，女子個人，中國北京，排名第3。
  - 9月27日，2008年射箭世界盃最終站，女子個人，瑞士洛桑，排名第3。
- 2009年6月2日，2009年射箭世界盃第3站，女子個人，土耳其安塔利亞，排名第2。
  - 8月4日，2009年射箭世界盃第4站，女子個人，中國上海，排名第1。
  - 9月1日，2009年射箭世界錦標賽，女子個人，韓國蔚山，排名第6。
  - 9月26日，2009年射箭世界盃最終站，女子個人，丹麥哥本哈根，排名第3。
- 2010年8月3日，2010年射箭世界盃第3站，女子團體，美國猶他州奥格登，排名第1。
  - 8月3日，2010年射箭世界盃第3站，女子個人，美國猶他州奥格登，排名第3。
  - 8月31日，2010年射箭世界盃第4站，女子團體，中國上海，排名第1。
  - 8月31日，2010年射箭世界盃第4站，女子個人，中國上海，排名第3。
  - 9月18日，2010年射箭世界盃最終站，女子個人，英國愛丁堡，排名第1。
  - 11月12日，2010年亞運會，女子團體，中國廣州，排名第1。
  - 11月12日，2010年亞運會，女子個人，中國廣州，排名第1。

## 重要賽事表現

### 2008年北京奧運會
2008年，尹玉姬代表韓國出戰北京奧運會，參加射箭比賽的女子個人及團體項目。
她先在8月9日舉行的女子個人排名賽得到667分，僅落後隊友朴成賢6分排在第2名，被列為淘汰賽階段的2號種子。8月12日，她先後淘汰63號種子 塔吉克斯坦選手阿尔宾娜·卡马列季诺娃及34號種子 加拿大選手玛丽－皮尔·博德特，晉級兩日後次輪賽事。
8月14日，尹在16強的對手是有主場之利的中國選手陳玲，結果以113-103取勝；其後又以111-105淘汰美國選手哈图娜·洛里格。她在準決賽面對是另一位中國代表张娟娟，對手射出了平奧運紀錄的115環，但她只能射得109環，無緣晉級決賽。她在其後的銅牌賽以109-106擊敗朝鮮代表权云实，為韓國射箭隊增添一面銅牌。
尹玉姬亦與朴成賢及朱賢貞出戰團體賽事。三人在8月9日舉行的排名賽中排列首三名，造出2,004分的破奧運紀錄成績（216環賽）；在十支參賽隊伍中排名第一，直接進入次圈賽事。8月10日，韓國隊先在八強以傑出表現，射出破世界紀錄的231環（24環賽）淘汰意大利隊；再在準決賽以213-184輕取法國隊；決賽，韓國三名選手再次發揮穩定，以224-215擊敗東道主中國隊，奪得金牌。尹玉姬在本屆奧運共取得一金一銅的佳績。

### 2010年廣州亞運會
2010年，尹玉姬代表韓國出戰廣州亞運會，參加射箭比賽的女子個人及團體項目。
在11月19日舉行的女子個人預賽中，她得到破大會紀錄的1,371分；其中，她在60米靶的項目射出的345分亦刷新了亞運會紀錄。在52位選手中排列第1位的她跟排在第2位的隊友奇甫倍 一同躋身淘汰賽，並同列為首二號種子，在第一輪賽事輪空。此外，她代表的韓國隊，亦能憑破亞運會紀錄的4,087分，奪得女子團體晉級資格。
11月21日，尹玉姬聯同隊友奇甫倍和朱賢貞出戰女子團體決賽。世界排名第一的韓國隊先在半準決賽輕鬆以227:192大勝蒙古選手，但在準決賽面對印度選手卻面臨考驗；雙方以221:221打成平手，南韓隊到延長賽才能以29:26淘汰對手。韓國隊在決賽面對東道主中國選手，雙方實力接近，互有領先；到第11輪比賽，韓國仍以165:168落後，到最後一輪才能扳平220:220。雙方戰至第一輪延長賽仍難分高下，三箭之後同得28分；至第二輪延長賽，中國隊第二箭只打出了7分，韓國隊則三箭全部射出10分，最後勇奪金牌。
兩日後，尹玉姬又憑藉穩定而優秀的表現，於女子個人淘汰賽中接連打敗蒙古、哈萨克斯坦及印度選手進入決賽；最後以6:0戰勝預賽排名第9的中國選手程明，奪得個人在本屆亞運的第二面金牌。

## 外部連結
- FITA官方網站（英文）
- AAF官方網站（英文）
- 韓國射箭協會